# Boqueirão
Boqueirão est une ville brésilienne du centre de l'État de la Paraíba.
Sa population était estimée à 15 877 habitants en 2007. La municipalité s'étend sur 425 km2.